# Arnoldus Arlenius
Arnoldus Arlenius Peraxylus ( Aarle, 1510 – Florence, 1582) was een renaissancehumanist, -filosoof en -dichter.
Hij studeerde bij Macropedius en vertrok omstreeks 1525 naar Parijs, waarna hij nimmer in Brabant terugkeerde. Hij studeerde vervolgens in Ferrara en Bologna en werd een buitengewoon goed student in de Griekse letteren. Hij verdiende de kost met het verkopen van boeken en als agent van drukkers uit Bazel, waarbij hij onder meer de uitgave van boeken zoals Rhodiginus' Lectiones antiquae verzorgde.
In 1542 reisde hij naar Venetië, waar hij bibliothecaris werd van de Spaanse ambassadeur Diego Hurtado de Mendoza. Hierbij ontdekte hij nieuwe teksten en organiseerde hij de vertaling van documenten. Voor deze werkzaamheden moest hij naar Frankfurt en naar Florence reizen. Hij catalogiseerde de Griekse manuscripten van Mendoza's aanzienlijke verzameling. Met behulp hiervan publiceerde hij in 1544 de eerste Griekstalige versie van de werken van Josephus. Dit werd uitgegeven door Hieronymus Froben te Bazel, en jarenlang was dit de basis voor alle vertalingen vanuit het Grieks. Bovendien was hij verantwoordelijk voor de uitgave van belangrijke vroege edities van Lycophron (Bazel, 1546) and van Niccolò Perotti's Latijnse vertaling van Polybius (Bazel, 1549). Zijn Grieks-Latijns woordenboek werd uitgegeven te Venetië in 1546.
Later werkte hij als corrector voor de drukker Lorenzo Torrentino en verkreeg boeken en manuscripten voor Johann Jakob Fugger. In 1556 was hij verantwoordelijk voor de uitgave in Bazel van een editie van de werken van Plato, die hij in Italië bijeen had gebracht.
Wim Daniëls schreef in zijn boek De tambour-maître (2016) een fictief verhaal over het leven van Arnoldus Arlenius. Daniëls, net als Arlenius geboren in Aarle-Rixtel, en zelf taalkundige en schrijver, kocht in 2022 bij een Italiaans antiquariaat een Grieks-Latijns woordenboek, in 1546 door Arlenius samengesteld. Hij liet dit boek niet opsturen, maar ging het in 2023 samen met een bus vol plaatsgenoten ophalen in Italië. Deze busreis werd op zaterdag 14 oktober afgesloten met een zogenoemde Arleniusdag, waar iedereen het middeleeuwse boek kon bekijken en bovendien een speciaal kunstwerk ter ere van Arlenius werd onthuld. Het kunstwerk werd ontworpen door Jack Wilting.

## Wetenswaardigheden
- Huize Ter Smisse, het geboortehuis van Arlenius, bestaat nog steeds. Het huis aan de huidige Kerkstraat is niet te bezoeken, maar wel te zien vanaf de weg. Inmiddels is dit huis volledig verbouwd en dus niet meer in de oorspronkelijke staat.[4]